# Via Agripa
La via Agripa (en llatí via Agrippa) és un conjunt de vies romanes de la Gàl·lia que va construir Marc Vipsani Agripa, a qui August havia confiat la reorganització d'aquell país.
Segons explica Estrabó, Agripa va situar l'inici de les noves xarxes de comunicació a Lugdúnum, i va construir quatre vies per arribar als quatre extrems de la Gàl·lia:
- Una que sortia per buscar l'Atlàntic, des de Lugdúnum cap a Saintes.
- Una via cap al Mar del Nord, que passava per Reims, Beauvais i Amiens.
- Una cap al Rin, passant per Langres i Trèveris
- I una cap al sud, fins a Massàlia.[1]

Tots els autors estan d'acord en situar-ne la construcció en temps d'August, però hi ha discrepàncies sobre els anys en què es van fer:
- Entre els anys 39 aC i 38 aC, segons Hacquard.[2]
- Segons Pierre Gros, a partir del 22 aC fins al 21 aC.[3]
- I Paul Petit proposa les dates entre el 16 aC i el 13 aC.[4]

## La ruta del sud
Des de temps antics existia una via que seguia el Roine, probablement una ruta de la sal, que passava de forma preferent per les planures inundades abans que per les zones muntanyoses. Agripa, per indicació d'August, va fer una nova ruta propera al riu però resseguint les muntanyes de ben a prop, que passava per ciutats importants, com ara Arle, Avinyó, Montelaimar, Valença i Viena del Delfinat. Va construir diverses mutationes, llocs per canviar de cavalls i prendre'n altres de refresc, i per efectuar les reparacions necessàries en el vehicle.